# Sulina (Paraná)
Sulina is een gemeente in de Braziliaanse deelstaat Paraná. De gemeente telt 3.434 inwoners (schatting 2009).